# C15H20FNO
化学式C15H20FNO（摩尔质量：249.33 g/mol）可以指：
- 3F-PVP，CAS号：2725852-55-9
- 1-(4-氟苯基)-2-(N-吡咯烷基)-1-戊酮（O-2370、FPVP或4-F-α-PVP），CAS号：850352-62-4

|  | 这个同类索引页列出了具有相同分子式的化学物（即同分異構體）条目。 除非您是有意链接至本页，否则应将相应条目的内部链接指向正确的条目。 |